# Chant de l'Église de Rome. Incarnatio Verbi

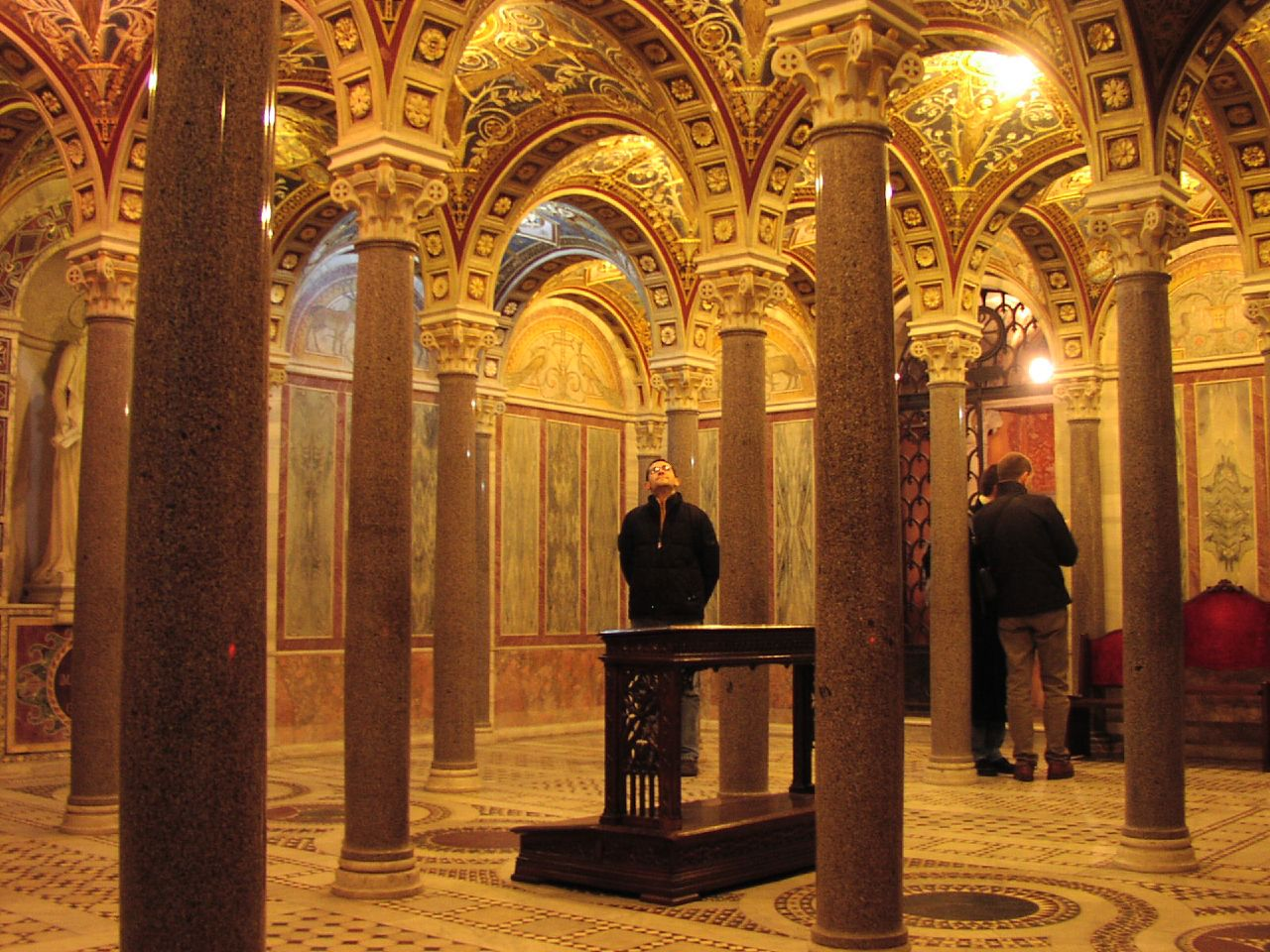
Cripta de la Basílica de Santa Cecilia en Trastevere, de donde probablemente proviene el manuscrito.

Chant de l'Église de Rome. Incarnatio Verbi es un álbum de música medieval grabado en el año 2008 por el Ensemble Organum, bajo la dirección de Marcel Pérès.

## El repertorio
El disco incluye cantos pertenecientes al repertorio del Canto Romano Antiguo que se hallan en el manuscrito Cologny, Bibliotheca Bodmeriana (Fondation Martin Bodmer), Cod. Bodmer 74 y que se han grabado por primera vez en este disco. Concretamente los cantos son parte de las cuatro misas que se celebran entre Nochebuena y Navidad de acuerdo con el calendario litúrgico:
- La Misa de la Vigilia: Se celebra el día 24 de diciembre por la tarde a la hora nona después de salir el sol (hacia las 15:00 h)
- Cuando el Sol está cerca de su ocaso, se celebraban las primeras Vísperas de la Natividad (hacia las 18:00 h) y después las completas (hacia las 21:00 h)
- Misa de Medianoche o Misa del Gallo
- Misa de la Aurora o de los pastores
- Misa del Día

## El manuscrito
Este manuscrito, Cologny, Bibliotheca Bodmeriana (Fondation Martin Bodmer), Cod. Bodmer 74, es el más antiguo de los 5 que se conservan con el viejo Canto Romano. Procede de Roma y, como se indica en el f. 129, fue terminado de copiar el 20 de mayo de 1071 por un copista llamado Iohannem (Juan), quien también copió la Biblia de Santa Cecilia en 1097 (Vaticano, Biblioteca Apostolica Vaticana, Barberini lat. 587). Este copista probablemente fue sacerdote y arcipreste de la Basílica de Santa Cecilia en Trastevere, en Roma. 
La historia del manuscrito puede resumirse en los siguientes hechos:
- A partir de un ex libris en el f. 129, se sabe que el manuscrito perteneció a la Basílica de Santa Cecilia en Trastevere en el siglo XIII.
- Luego lo tuvo el cardenal Antonio Saverio Gentili
- Posteriormente fue adquirido por los libreros de Londres Payne and Foss.
- En 1860 fue comprado por los libreros William y Thomas Boone que vendieron el manuscrito en 1861 a Sir Thomas Phillipps
- Finalmente, el manuscrito fue adquirido por Martin Bodmer en noviembre de 1953 y se encuentra depositado en la actualidad en la Bibliotheca Bodmeriana de la Fundación Martin Bodmer en Cologny, comuna suiza perteneciente al cantón de Ginebra.

## Pistas
Misa de la Vigilia

1. "Hodie Scietis" (Introitus) - 5'13

2. "Hodie scietis" (Graduale) - 7'57

Misa de Medianoche o Misa del Gallo

3. "Dominus dixit ad me" (Introitus) - 6'09

4. "Tecum Principium" (Graduale) - 5'48

5. "Dominus dixit ad me" (Alleluia) - 4'04

6. "Letentur celi et exultet terra" (Offertorium) - 6'30

7. "In splendoribus sanctorum" (Communio) - 4'13

Misa de la Aurora

8. "Lux fulgebit" (Introitus) - 3'04

9. "Benedictus qui venit in nomine domine" (Graduale) - 5'08

Misa del Día

10. "Puer natus est nobis" (Introitus) - 5'41

11. "Kyrie eleison" - 6'47

12. "Dies sanctificatus" (Alleluia) - 4'26

13. "Prólogo del Evangelio según san Juan" - 7'22

14. "Viderunt omnes fines terre salutare dei nostri" (Communio) - 6'24

## Intérpretes
- Marcel Pérès (director)
- Lycourgos Angelopoulos
- Malcolm Bothwell
- Jean-Christophe Candau
- Jean-Étienne Langianni
- Antoine Sicot
- Frédéric Tavernier
- Luc Terrieux

## Información adicional
- Referencia: Zig-Zag Territoires (ZZT 81001)
- Grabación: marzo de 2008 en la Abadía de Sylvanès en Aveyron.